# Hanley Falls (Minnesota)
Pour les articles homonymes, voir Hanley Falls.
Hanley Falls est une ville américaine située dans le Comté de Yellow Medicine, dans le Minnesota. Selon le recensement de 2010, sa population est de 304 habitants.